# 徹夜
徹夜（てつや）とは、夜を徹して（夜通し）何かをするということ。　
直接的に睡眠を取らない状態を指すわけではないが、夜を徹して何かをしている以上は睡眠状態にはないと考えるのが自然である。
仕事、学業、娯楽など幅広い目的で徹夜する場合がある。朝まで全く寝ない（一睡もしない）完全な徹夜を「完徹」（かんてつ）と表現することもある。

## 徹夜の背景

### 仕事
仕事の納期が迫り、残業や休日出勤ではその納期に間に合わない時、もしくは残業や休日出勤ができない事情がある時に、間に合わせるため徹夜する場合がある。また、慢性的な人員不足、仕事量の過多に陥っている職場やプロジェクト内では徹夜が頻発する。個人事業主も赤字からの脱却や事業拡大などの要因から大量の仕事を一人で請け負い、徹夜となることがある。特にソフトウェアやシステムの開発プロジェクトではこういった状態をデスマーチと呼び忌み嫌う。全般的に月末や年末・年度末に仕事が立て込むことが多く、徹夜をする可能性が高い時期といえる。
漫画家・文筆業なども原稿執筆の遅れによって徹夜が発生しうる。複数の連載を抱え、締切りが立て続けに控えるようになると徹夜が常態化するケースもある。
鉄道員などの運輸業では深夜のトラブル等が発生すれば職員が総動員されるため、徹夜となることがある。また、警察官や消防官も深夜の事件や事故などの対応に追われ、徹夜になることがある他、医師や救急救命士による緊急手術や夜勤での徹夜、深夜番組の生放送での徹夜などもある。

### 学業
試験前に自分の勉強量が足りないと考え徹夜する学生もいる。特に日頃の勉強を怠り、試験前だけ徹夜で勉強することを「一夜漬け」という。また宿題やレポートの提出期日が近づくと、それをこなすため徹夜をする。夜間のアルバイトをする学生も多いが、その分徹夜により勉強時間を埋め合わせる者もいる。

### 娯楽
プライベートの時間を持ちたい、友人や交際相手との時間を作りたい、などの理由から徹夜によって遊ぶ時間を捻出することがある。就労・就学における休日の関係上、週末（金・土曜日）に徹夜で遊ぶことが多い。娯楽のための徹夜はオール（「オールナイト」の略）と呼ぶことがある。
「徹夜酒」や「徹マン」（徹夜で麻雀をすること）などが典型的な例といえる。日本の都市部のカラオケ店では深夜0時頃から始発電車の出る翌朝5時頃まで固定料金とするサービスを提供しており、これを利用し「徹カラ」が行われる。夜間に行われるイベントに参加するために徹夜をする人もいる。
コンサートやイベント、スポーツ観戦などでチケットを確保するため、あるいはゲームソフトなどの購入のために数日前から販売所（売場）の前に泊り込んで並ぶ者もおり、そういう場合には徹夜組とも称される。イベントなどの会場付近において徹夜する者もいるが、様々なトラブルを発生させ、関係者の頭を悩ませるケースもある（コミックマーケットの徹夜組など）。

### 信仰
庚申信仰では、庚申の日の夜は眠らずに過ごした。これを庚申待という。

## 徹夜による効果
「時間」と「体調」という両面がある。

### 徹夜の長所
- 本来なら眠っている時間をある目的のために費やすので、仕事や学業などの達成レベルが高まる、あるいは期限までに完成させることが期待できる。
- 通常の生活スタイルからは得ることのできない、時間や成果を得ることができる。
- 労働時間が増える。

### 徹夜の短所
- 体を休める暇がないため、体調不良になりやすい。慢性的に徹夜が続くと、疲労が蓄積して過労死の原因ともなりうる。
- 睡眠不足の影響で集中力が落ちてミスが頻発し、かえって仕事（学力）のレベルが低下することもある。

## その他
- 色川武大のペンネーム「阿佐田哲也」は、徹マンに明け暮れて「朝だ、徹夜だ」と言ったことに由来する。
- 眠気防止のためにコーヒーなどカフェインを含む飲料や錠剤を服用する場合が多い。